# Barbana (Brda)
Barbana é um assentamento localizado no município de Brda na Eslovênia. Possuía uma população estimada de 58 habitantes em 2020.